# Fernando Po kreolski engleski
Fernando Po kreolski engleski (criollo, ekvatorijalnogvinejski pidžin, fernandino, fernando po krio, pidginglis; ISO 639-3: fpe), jezik kojim govori oko 5 000 ljudi (1998 S. Smith) u Ekvatorskoj Gvineji na otoku Bioko (Fernando Po) u Gvinejskom zaljevu, u naseljima Musola, Las Palmas, Sampaca, Basupu, Fiston i Balveri de Cristo Rey, sva blizu Malaboa. 
Oko 70 000 ili 17.5% govori njime kao trgovačkim jezikom. Pripada uz još tri jezika atlantskoj podskupini krio. Pripadnici etničke grupe, Fernandinci (Fernandinos) služe se i engleskim i donekle jezikom bube ili bubi [bvb]

## Vanjske poveznice
- Ethnologue (14th)
- Ethnologue (15th)